# Charles Dinarello
Charles A. Dinarello (né le 22 avril 1943) est professeur de médecine à l'Université du Colorado à Denver. Il est un expert des cytokines inflammatoires, en particulier de l'interleukine 1.

## Biographie
Dinarello obtient son doctorat en médecine en 1969 à l'Université Yale et depuis 1996, il est professeur de médecine à la faculté de médecine de l'Université du Colorado. Il est également professeur de médecine expérimentale au Radboud University Medical Center de Nimègue, aux Pays-Bas. Dinarello est considéré comme l'un des pères fondateurs des cytokines ayant purifié et cloné l'interleukine-1. Cette étape importante établit la validation des cytokines en tant que médiateurs de la maladie, en particulier de l'inflammation. Les études actuelles bloquant l'IL-1 chez l'homme soutiennent les contributions essentielles de Dinarello et de ses collègues à la biologie des cytokines et à la pathogenèse des maladies inflammatoires.
En 1993, il reçoit le Prix Ernst Jung, en 2009 le Prix Crafoord de polyarthrite (avec Tadamitsu Kishimoto et Toshio Hirano) « pour leur travail de pionnier visant à isoler les interleukines, à déterminer leurs propriétés et à explorer leur rôle dans l'apparition de maladies inflammatoires » et le Albany Medical Center Prize (partagé avec Ralph Steinman et Bruce Beutler) . En 2010, il reçoit le Prix Paul-Ehrlich-et-Ludwig-Darmstaedter et le Prix Novartis d'immunologie clinique (avec Juerg Tschopp (en)). En 2011, il devient membre étranger de l'Académie royale néerlandaise des arts et des sciences  et en 2020, obtient le Prix Tang en sciences biopharmaceutiques .